# 루이스 티안트

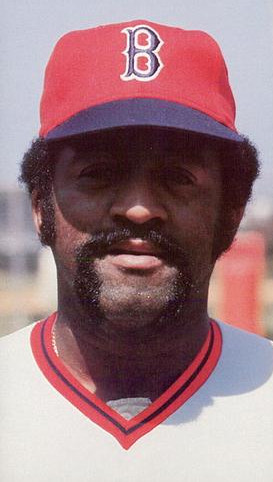

루이스 티안트(Luis Tiant, 본명: 루이스 클레멘테 티안트 베가, Luis Clemente Tiant Vega, 스페인어 발음: [ˈlwis ˈtjant], 1940년 11월 23일~2024년 10월 8일), 별명 엘 티안트(El Tiante)는 쿠바의 메이저 리그 베이스볼(MLB)의 우완 선발투수였다. 주로 클리블랜드 인디언스와 보스턴 레드삭스에서 19년 동안 선수로 뛰었다.
티안트는 통산 3486+1⁄3이닝 동안 2,416탈삼진, 평균자책점 3.30, 187완투, 49완봉, 229승 172패의 성적을 거뒀다. 세 차례 올스타에 뽑혔고 4시즌에서 20승을 거두었다. 1968년과 1972년에는 아메리칸 리그(AL) 평균자책점 1위였다. 또한 1967년에는 9이닝당 탈삼진 부문에서 AL 1위였으며, 1966년, 1968년, 1974년에는 완봉 부문에서 AL 1위를 차지했다.
1997년 보스턴 레드삭스 명예의 전당, 2002년 히스패닉 문화유산 야구 박물관 명예의 전당, 2009년 베네수엘라 야구 명예의 전당 및 박물관, 2012년 야구 유물함의 영생의 성지에 헌액되었다.